# Olivia Bonamy
Olivia Bonamy (n. Saint Cloud, París, Francia; 21 de septiembre de 1972) es una actriz francesa.

## Biografía
Hija de anticuarios, se inscribe en la universidad a los 19 años para estudiar Historia del Arte, donde sólo permanece dos meses, descubriendo que su verdadera pasión es la actuación. Rápidamente decide tomar clases de teatro y comienza a realizar audiciones en cine y teatro, buscando su sueño de convertirse en una gran actriz y comediante.
Un año más tarde, en 1992, es descubierta por el director Patrice Leconte, quien le ofrece un papel en la obra "Ornifle" junto con los actores Jean-Claude Dreyfus y Jean Benguigui. Este fue el inicio de una exitosa carrera que se dividió entre sus actuaciones en teatro, cine y televisión.
De hecho, en 1993 obtuvo su primer papel en cine con la película "El pequeño Niño" de Pierre Granier-Deferre, y en 1995 obtiene un papel como actriz de reparto en la película "La belle Échappée" de Etienne Dhaene, al lado de Anemone y Jean-Marc Barr. Sin embargo, sus dotes como actriz comienzan a ser reconocidas por el público en general en 1997, con la película "en el cielo, las aves y los ... tu madre!", de Djamel Bensalah, una comedia sobre adolescentes donde interpreta a la novia de Jamel Debbouze.
Pese a su creciente fama, esta actriz ha actuado mayormente en películas de corte independiente.
En la actualidad se encuentra casada con el joven Romain Duris, con quien tiene un hijo llamado Luigi, nacido en 10 de febrero de 2009.

## Filmografía
- 1993: Le Petit garçon de Pierre Granier-Deferre]]
- 1995: Sen de gitme de Tunç Basaran: como Triyandfilis
- 1995: Jefferson à Paris (Jefferson in Paris) de James Ivory: como una colegiala
- 1995: L'Echappée belle de Étienne Dhaene: como Chloé
- 1998: Le Ciel, les oiseaux et... ta mère! de Djamel Bensalah: como Lydie
- 1999: Une pour toutes de Claude Lelouch: como Olivia Colbert
- 1999: Voyous, voyelles de Serge Meynard: como Léa
- 2000: La Captive de Chantal Akerman: como Andrée
- 2001: Lee mis labios de Jacques Audiard: como Annie
- 2001: Bloody Mallory de Julien Magnat: como Mallory
- 2002: Filles perdues, cheveux gras de Claude Duty: como Élodie
- 2002: Amour tout court de Éric Assous y Virginie Sauveur
- 2003: Mariage mixte d'Alexandre Arcady: como Lisa Zagury
- 2006: Célibataires de Jean-Michel Verner: como Nelly
- 2006: Ils de David Moreau y Xavier Palud: como Clémentine
- 2006: Bataille natale de Anne Deluz y Karine Angeli: como Aonia
- 2007: L'Âge d'homme... maintenant ou jamais! de Raphaël Fejtö
- 2007: París de Cédric Klapisch
- 2007: MR 73 de Olivier Marchal
- 2008: Guerra de misses de Patrice Leconte

## Cortometrajes
- 1997: Rendez-vous de Claude Saint-Antoine
- 2000: Mortels de Samuel Jouy
- 2000: Pierre, Paul ou Jacques... de Marie-Hélène Mille y Sabine Mille
- 2001: Liens sacrés de Pascal Chaumeil
- 2001: Mais que fait la police! de Clément Delage
- 2001: Heureuse de Céline Nieszawer

## Televisión
- 1997: Les Filles du maître de chai de François Luciani: como Juliette
- 1998: Une leçon d'amour de Alain Tasma
- 2005: Colomba de Laurent Jaoui: como Colomba (telefilm)